# Dompierre-aux-Bois
Dompierre-aux-Bois är en kommun i departementet Meuse i regionen Grand Est (tidigare regionen Lorraine) i nordöstra Frankrike. Kommunen ligger i kantonen Vigneulles-lès-Hattonchâtel som tillhör arrondissementet Commercy. År 2022 hade Dompierre-aux-Bois 37 invånare.

## Befolkningsutveckling
Antalet invånare i kommunen Dompierre-aux-Bois
| Referens: INSEE |